# Nogueira da Montanha
Nogueira da Montanha est une Freguesia du Portugal, située à 15 km environ de Chaves.
Nogueira est un ensemble de petits villages regroupant 693 habitants (recensement 2001).
La population est vieillissante et vit surtout de ses cultures et son bétail.
Le village devient très animé pendant le mois d'août avec le retour de tous les expatriés qu'ils soient de France, Suisse, Luxembourg, Allemagne, mais aussi des États-Unis et du Canada.